# Rupert Julian
Rupert Julian (Whangaroa, 25 januari 1878 – Hollywood, 27 december 1943) was een Amerikaans regisseur en acteur van Nieuw-Zeelandse komaf.

## Levensloop
Rupert Julian werd geboren in Nieuw-Zeeland als Thomas Percival Hayes. Hij was actief in de Nieuw-Zeelandse en de Australische filmindustrie, voordat hij in 1911 emigreerde naar de Verenigde Staten. Hij begon zijn Amerikaanse filmcarrière als acteur bij de filmstudio Universal. Al spoedig begon hij ook zelf films te draaien. Hij brak door als regisseur met de dramafilm Merry-Go-Round (1923), toen hij de oorspronkelijke regisseur Erich von Stroheim moest vervangen na diens ontslag. Zijn stomme verfilming van The Phantom of the Opera (1925) geldt als het hoogtepunt van zijn oeuvre. Na de intrede van de geluidsfilm oogstte hij minder succes.
Julian stierf op 64-jarige leeftijd aan de gevolgen van een beroerte.

## Filmografie (selectie)

### Als regisseur
- 1917: The Circus of Life
- 1923: Merry-Go-Round
- 1924: Love and Glory
- 1925: The Phantom of the Opera
- 1930: The Cat Creeps
- 1930: Love Comes Along

### Als acteur
- 1915: The Pretty Sister of Jose
- 1915: A Small Town Girl
- 1916: The Turn of the Wheel